# Matías Fritzler
Matías Lionel Fritzler (Lomas de Zamora, Argentina, 23 de agosto de 1986) es un ex futbolista argentino. Jugaba de volante central. Su último equipo fueAgropecuario de la Primera Nacional.  
Durante su etapa en Danubio, ha tenido la oportunidad de portar el brazalete de capitán.[cita requerida]
Debutó en Primera en el año 2005 y fue parte del equipo de Lanús que se consagró campeón del Torneo Apertura 2007.[cita requerida]

## Estadísticas

### Clubes
- Actualizado hasta el 8 de octubre de 2022.

| Lanús Argentina | 1.ª                 | 2005-06             | 6   | 0  | -  | - | 5  | 0 | 11  | 0  | 0,00 |
| Lanús Argentina | 1.ª                 | 2006-07             | 10  | 0  | -  | - | 3  | 0 | 13  | 0  | 0,00 |
| Lanús Argentina | 1.ª                 | 2007-08             | 25  | 2  | -  | - | 6  | 1 | 31  | 3  | 0,09 |
| Lanús Argentina | 1.ª                 | 2008-09             | 25  | 2  | -  | - | 8  | 0 | 33  | 2  | 0,06 |
| Lanús Argentina | 1.ª                 | 2009-10             | 30  | 0  | -  | - | 4  | 0 | 34  | 0  | 0,00 |
| Lanús Argentina | 1.ª                 | 2011-12             | 33  | 2  | 0  | 0 | 9  | 0 | 42  | 2  | 0,04 |
| Lanús Argentina | 1.ª                 | 2012-13             | 16  | 1  | 0  | 0 | -  | - | 16  | 1  | 0,06 |
| Lanús Argentina | 1.ª                 | 2015                | 26  | 0  | 3  | 0 | 4  | 0 | 33  | 0  | 0,00 |
| Lanús Argentina | Total club          | Total club          | 171 | 7  | 3  | 0 | 39 | 0 | 213 | 7  | 0,03 |
| Hércules · España | 1.ª                 | 2010-11             | 26  | 0  | 1  | 0 | -  | - | 27  | 0  | 0,00 |
| Hércules · España | Total club          | Total club          | 26  | 0  | 1  | 0 | -  | - | 27  | 0  | 0,00 |
| Kasımpaşa Turquía | 1.ª                 | 2012-13             | 9   | 0  | 0  | 0 | -  | - | 9   | 0  | 0,00 |
| Kasımpaşa Turquía | 1.ª                 | 2013-14             | 2   | 0  | 0  | 0 | -  | - | 2   | 0  | 0,00 |
| Kasımpaşa Turquía | 1.ª                 | 2014-15             | 3   | 0  | 1  | 0 | -  | - | 4   | 0  | 0,00 |
| Kasımpaşa Turquía | Total club          | Total club          | 14  | 0  | 1  | 0 | -  | - | 15  | 0  | 0,00 |
| Huracán Argentina | 1.ª                 | 2016                | 12  | 1  | 0  | 0 | 8  | 0 | 20  | 1  | 0,05 |
| Huracán Argentina | 1.ª                 | 2016-17             | 28  | 0  | 1  | 0 | -  | - | 29  | 0  | 0,00 |
| Huracán Argentina | Total club          | Total club          | 40  | 1  | 1  | 0 | 8  | 0 | 49  | 1  | 0,02 |
| Colón Argentina | 1.ª                 | 2017-18             | 24  | 1  | 1  | 0 | 0  | 0 | 25  | 1  | 0,04 |
| Colón Argentina | 1.ª                 | 2018-19             | 19  | 0  | 3  | 1 | 5  | 2 | 27  | 3  | 0,11 |
| Colón Argentina | 1.ª                 | 2019-20             | 13  | 1  | 5  | 0 | 5  | 0 | 23  | 1  | 0,04 |
| Colón Argentina | Total club          | Total club          | 56  | 2  | 9  | 1 | 10 | 2 | 75  | 5  | 0,06 |
| Danubio · Uruguay | 1.ª 2.ª             | 2020                | 17  | 0  | -  | - | -  | - | 17  | 0  | 0,00 |
| Danubio · Uruguay | 1.ª 2.ª             | 2021                | 20  | 0  | -  | - | -  | - | 20  | 0  | 0,00 |
| Danubio · Uruguay | Total club          | Total club          | 37  | 0  | -  | - | -  | - | 37  | 0  | 0,00 |
| Agropecuario Argentina | 2.ª                 | 2022                | 34  | 0  | 3  | 0 | -  | - | 37  | 0  | 0,00 |
| Agropecuario Argentina | Total club          | Total club          | 34  | 0  | 3  | 0 | -  | - | 37  | 0  | 0,00 |
| Total en su carrera | Total en su carrera | Total en su carrera | 378 | 10 | 18 | 1 | 57 | 2 | 453 | 13 | 0,02 |
| (1) Las copas nacionales se refiere a la Copa del Rey, a la Copa Argentina, a la Copa de Turquía y a la Copa de la Superliga Argentina. (2) Las copas internacionales se refiere a la Copa Libertadores y a la Copa Sudamericana. (3) Media de goles por encuentro. No incluye goles en partidos amistosos. |                     |                     |     |    |    |   |    |   |     |    |      |

## Palmarés

### Campeonatos nacionales
| Título           | Club  | Sede         | Año    |
| ---------------- | ----- | ------------ | ------ |
| Primera División | Lanús | Buenos Aires | A-2007 |